# کازارچه
کازارچه (از ایتالیایی casereccio، "خانگی") پاستا با پیچشی کوتاه است که منشأ آن در منطقه سیسیل ایتالیا است به دور خو پیچیده شده و به شکل یک طومار درآمده است.
کازارچه به خوبی با خامه / پنیر، گوشت، ناپولیتانا، غذاهای دریایی، پستو و سبزیجات جفت می‌شود.